# 27 maj
27 maj är den 147:e dagen på året i den gregorianska kalendern (148:e under skottår). Det återstår 218 dagar av året.

## Namnsdagar

### I den svenska almanackan
- Nuvarande – Blenda och Beda
- Föregående i bokstavsordning
  - Beda – Namnet fanns, till minne av en engelsk munk från 700-talet, på dagens datum före 1901, då det utgick. I Sverige kom det dock att uppfattas som ett kvinnonamn. 1986 återinfördes det på dagens datum och har funnits där sedan dess.
  - Blenda – Namnet infördes på dagens datum 1901 och har funnits där sedan dess.
  - Britten – Namnet infördes på dagens datum 1986, men utgick 1993.
- Föregående i kronologisk ordning
  - Före 1901 – Beda
  - 1901–1985 – Blenda
  - 1986–1992 – Blenda, Beda och Britten
  - 1993–2000 – Blenda och Beda
  - Från 2001 – Blenda och Beda
- Källor
  - Brylla, Eva (red.): Namnlängdsboken, Norstedts ordbok, Stockholm, 2000. ISBN 91-7227-204-X
  - af Klintberg, Bengt: Namnen i almanackan, Norstedts ordbok, Stockholm, 2001. ISBN 91-7227-292-9

### Finlandssvenska almanackan
- Nuvarande från 1929[1] (revidering 2020) – Ingeborg
- I föregående revideringar[a][2]
  - inga ändringar sedan 1929

## Händelser
- 1660 – Sverige och Danmark sluter freden i Köpenhamn, vilken gör slut på det krig mellan länderna, som har varat i två år. Denna fred bekräftar freden i Roskilde från 1658, med undantag av att Trondheims län i Norge och ön Bornholm utanför Skånes sydöstkust återförs till Danmark.[3] De båda länderna håller därefter fred med varandra till 1675, då danskarna inleder ett försök att återta de förlorade östdanska landskapen Skåne, Halland och Blekinge.
- 1860 – Giuseppe Garibaldis trupper belägrar och erövrar den sicilianska huvudstaden Palermo. Då hela ön Sicilien därmed är i Garibaldis händer har han där en stark grund att fortsätta enandet av Italien på och senare under sommaren leder han trupperna över Messinasundet till italienska fastlandet, där hans segertåg fortsätter. Redan i mars året därpå utropas kungariket Italien.
- 1930 – Skyskrapan Chrysler Building på Manhattan i New York invigs. Under byggtiden har man tävlat med Bank of Manhattans byggnad om att bli den högsta i världen och för att försäkra sig om detta låter konstruktören också montera dit en tornspira. Byggnaden blir totalt 319 meter hög och är därmed vid invigningen den högsta i världen. Den blir först med att slå Eiffeltornets 300 meter, men behåller inte förstaplatsen länge, då Empire State Building, som är 449 meter, invigs redan året därpå. Numera är det den femte högsta byggnaden i USA.
- 1940 – Den brittiska expeditionskår, som skickades över till Frankrike vid andra världskrigets utbrott 1939, börjar evakueras från franska nordkusten. Sedan inledningen av det tyska anfallet på västfronten den 10 maj har britter och fransmän trängts tillbaka och britterna är nu instängda i staden Dunkerque. Medan tyskarna under en vecka låter bli att anfalla med marktrupper och istället flygbombar staden lyckas britterna, med uppbringande av alla möjliga militära och civila båtar från brittiska sydkusten, fram till den 4 juni rädda hela den brittiska expeditionskåren och några franska soldater, över till Storbritannien. Genom att båtarna går i skytteltrafik nattetid och man bygger pirar av militärfordon på stränderna lyckas man evakuera totalt 338 226 soldater, innan tyskarna erövrar staden och tillfångatar de soldater som finns kvar. Händelsen har det officiella namnet Operation Dynamo, men går till historien som ”Miraklet i Dunkerque”.
- 1941 – Efter att brittiska fartyg sedan 24 maj har letat efter det tyska slagskeppet Bismarck, som då är världens största krigsfartyg, har man den 26 maj lyckats spåra upp det och sedan britterna, med hjälp av torpedflyg, har lyckats göra fartyget omöjligt att manövrera har det blivit en lätt måltavla. Tidigt på morgonen denna dag inleder britterna ett bombardemang av fartyget och det sjunker vid elvatiden på förmiddagen. Britterna hävdar att de har sänkt henne, medan tyskarna hävdar att de själva har sänkt henne genom att öppna bottenventilerna. Det faktum att fartygsvraket inte imploderar av trycket från omgivande vattenmassor tyder på att hon var vattenfylld när hon sjönk, vilket stöder den tyska teorin. Av 2 065 tyska besättningsmän överlever endast 115 stycken.
- 1953 – Den svenska riksdagen antar lagen om allmän obligatorisk sjukförsäkring. Man har tagit principbeslut om att införa lagen, som innebär att alla svenska medborgare genom skattebetalning har automatisk försäkring i händelse av sjukhusvistelse, redan 1946, men antagningsbeslutet har skjutits upp två gånger. Lagen träder i kraft den 1 januari 1955.
- 1968 – Den ockupation av Stockholms universitets studentkårs kårhus, som har varat sedan 24 maj, utvidgas, genom att ett antal av ockupanterna i demonstrationståg försöker ockupera även Stockholms stadsteater, Konserthuset, Operan och Stockholms centralstation. Detta misslyckas dock och demonstranterna återvänder till kårhuset. Sedan polisen har stoppat tillförseln av mat till kårhuset och ockupanterna därmed börjar lida av hunger, avbryts kårhusockupationen efter tre dagar.
- 1996 – Den ryske presidenten Boris Jeltsin träffar de tjetjenska rebelledarna och förhandlar fram en vapenvila, som avslutar det första Tjetjenienkriget, även om ett formellt fredsavtal ingås först ett år senare. Då de tjetjenska rebellerna inte har uppnått sitt mål, vilket är att Tjetjenien ska bli självständigt från Ryssland, utbryter kriget på nytt 1999.
- 2006 – Jordbävningen utanför Java i maj 2006 inträffar. Fler än 5 700 människor omkommer.

## Födda
- 1652 – Elisabeth Charlotte av Pfalz, fransk prinsessa, hertiginna av Orléans
- 1747 – Malte Ramel, svensk hovkansler och riksråd, ledamot av Svenska Akademien, tillförordnad kanslipresident
- 1794 – Cornelius Vanderbilt,  amerikansk entreprenör och affärsman
- 1818 – Anton Niklas Sundberg, svensk präst och politiker, ärkebiskop i Uppsala stift, talman i både första och andra kammaren, ledamot av Svenska Akademien
- 1836 – Jay Gould, amerikansk finansman
- 1837 – Wild Bill Hickok, amerikansk revolverman
- 1865 – Alfred Andersson, svensk lantbrukare och liberal politiker
- 1871 – Georges Rouault, fransk målare inom expressionismen
- 1878 – Isadora Duncan, amerikansk dansös, pionjär inom modern dans
- 1887 – Absalom Willis Robertson, amerikansk demokratisk politiker, senator för Virginia
- 1894 – Dashiell Hammett, amerikansk författare av kriminalromaner
- 1897
  - John Cockcroft, brittisk fysiker, mottagare av Nobelpriset i fysik 1951
  - Eric Gustafson, svensk skådespelare och sångare
- 1907 – Rachel Carson, amerikansk författare och marinbiolog, mest känd för boken Tyst vår
- 1911
  - Hubert Humphrey, amerikansk demokratisk politiker, senator för Minnesota, USA:s vicepresident 1965–1969
  - Teddy Kollek, israelisk arbetarpartistisk politiker
  - Vincent Price, amerikansk konstvetare och skådespelare
  - Fritz Knochlein, tysk SS-officer och krigsförbrytare
- 1912 – Sam Snead, amerikansk golfspelare
- 1918 – Yasuhiro Nakasone, japansk politiker, Japans premiärminister
- 1922
  - Christopher Lee, brittisk skådespelare
  - John David Vanderhoof, amerikansk republikansk politiker, guvernör i Colorado
- 1923 – Henry Kissinger, tysk-amerikansk politiker, USA:s utrikesminister, mottagare av Nobels fredspris 1973
- 1927 – Jackie Söderman, svensk regissör och koreograf
- 1930 – John Barth, amerikansk författare
- 1931 – Faten Hamama, egyptisk skådespelare
- 1934 – Harriet Forssell, svensk jazzsångare och skådespelare
- 1936
  - Louis Gossett Jr., amerikansk skådespelare
  - Birgitta Grönwald, svensk skådespelare
- 1939 – Lena Anderson, svensk barnboksförfattare och illustratör
- 1942 – Björn Henricson, svensk filmproducent
- 1943
  - Bruce Weitz, amerikansk skådespelare
  - Cilla Black, brittisk sångare
- 1946 – Niels-Henning Ørsted Pedersen, dansk jazzbasist
- 1947 – Peter DeFazio, amerikansk demokratisk politiker, kongressledamot
- 1948 – Bo Höglund, svensk skådespelare
- 1952 – Johan Wahlström, svensk komiker och skådespelare
- 1958 – Neil Finn, nyzeeländsk musiker och sångare, medlem i gruppen Crowded House
- 1959 – Donna Strickland, kanadensisk fysiker, mottagare av Nobelpriset i fysik 2018
- 1962 – Mare Kandre, svensk författare
- 1967 – Paul Gascoigne, brittisk fotbollsspelare och -tränare
- 1969 – Johan Bergmark, svensk fotograf
- 1970 – Tim Farron, brittisk politiker, partiledare för Liberaldemokraterna 2015–2017
- 1971
  - Paul Bettany, brittisk skådespelare
  - Lisa Lopes, amerikansk sångare och skådespelare
  - Ove Molin, svensk ishockeyspelare
- 1973 – Tana Umaga, nyzeeländsk rugbyspelare
- 1975 – Jamie Oliver, brittisk kock, programledare, författare och tv-personlighet
- 1981
  - Alina Cojocaru, rumänsk ballerina
  - Johan Elmander, svensk fotbollsspelare
- 1990 – Chris Colfer, amerikansk skådespelare
- 1992 – Jeison Murillo, colombiansk fotbollsspelare

## Avlidna
- 927 – Simeon I, omkring 62, tsar av Bulgarien
- 1508 – Ludovico Sforza, 55, italiensk adelsman, hertig av Milano
- 1541 – Margaret Pole, 67, engelsk saligförklarad adelsdam, grevinna av Salisbury
- 1564 – Jean Calvin, 54, fransk-schweizisk reformator
- 1610 – François Ravaillac, omkring 32, fransk katolik, mördade Henrik IV av Frankrike (avrättad)
- 1661 – Archibald Campbell, 54, skotsk adelsman, earl av Argylloch markis av samma område
- 1707 – Françoise Athénaïs de Rochechouart de Montespan, 66, fransk adelsdam, kung Ludvig XIV:s mätress
- 1770 – Sofia Magdalena av Brandenburg-Kulmbach, 69, Danmarks och Norges drottning (gift med Kristian VI)
- 1795 – Ewald Friedrich von Hertzberg, 69, tysk greve och statsman
- 1797 – François-Noël Babeuf, 36, fransk revolutionär agitator och journalist
- 1802 – Edvard Fredrik Runeberg, 81, svensk nationalekonom
- 1840 – Niccolò Paganini, 57, italiensk violinist och kompositör
- 1879 – Fredrika Runeberg, 71, finlandssvensk författare
- 1890 – Kobayashi Eitaku, 47, japansk målare
- 1901
  - Artur Hazelius, 67, svensk filolog och folklivsforskare, grundare av Nordiska museet och friluftsmuseet Skansen
  - Fritz von Dardel, 84, svensk överintendent, militär, målare och tecknare
- 1910 – Robert Koch, 66, tysk läkare och bakteriolog, mottagare av Nobelpriset i fysiologi eller medicin 1905
- 1941 – Günther Lütjens, 52, tysk sjömilitär, amiral
- 1946 – Anna Olin, 64, svensk skådespelare
- 1964 – Jawaharlal Nehru, 74, indisk självständighetskämpe och politiker, Indiens premiärminister sedan 1947
- 1966 – Sven Melin, 54, svensk skådespelare och sångare
- 1970 – Rose McConnell Long, 78, amerikansk demokratisk politiker, senator för Louisiana
- 1980 – Karin Granberg, 74, svensk skådespelare
- 1983 – Sardar Hukam Singh, 87, indisk politiker, talman i parlamentskammaren Lok Sabha
- 1987 – John Northrop, 95, amerikansk biokemist, mottagare av Nobelpriset i kemi 1946
- 1988 – Hjördis Petterson, 79, svensk skådespelare
- 1990 – Gunnar ”Knas” Lindkvist, 73, svensk skådespelare och revyartist
- 1991 – Helge Mauritz, 87, svensk skådespelare och sångare
- 1997 – Azem Shkreli, 59, albansk poet
- 2006 – Michael Riffaterre, 81, fransk litteraturvetare
- 2007 – Ian Dunlop, 81, brittisk-svensk radio- och TV-personlighet, författare och lärare
- 2008
  - Franz Künstler, 107, tysk-ungersk soldat och museiguide, den siste centralmaktsveteransoldaten från första världskriget
  - Stig Nilsson, 76, svensk idrottsledare, mångårig ordförande för Halmstads BK
- 2009 – Clive Granger, 74, brittisk ekonom, mottagare av Sveriges riksbanks pris i ekonomisk vetenskap till Alfred Nobels minne 2003
- 2011
  - Jeff Conaway, 60, amerikansk skådespelare
  - Margo Dydek, 37, polsk basketspelare
  - Gil Scott-Heron, 62, amerikansk poet och musiker
- 2012 – Johnny Tapia, 45, amerikansk proffsboxare
- 2014
  - Carl Bernström, 88, svensk sotarmästare, skådespelare och statist
  - Torsten Ekbom, 76, svensk författare och kritiker
  - Helma Sanders-Brahms, 73, tysk filmregissör och manusförfattare
- 2018 – Gardner Dozois, 70, amerikansk redaktör och science fiction-författare
- 2021 – Poul Schlüter, 92, dansk konservativ politiker, statsminister 1982–1993
- 2022 – Stellan Olsson, 85, svensk regissör och manusförfattare
- 2024 – Bill Walton, 71, amerikansk basketspelare